# Hartowiec
Hartowiec (niem. Hartowitz) – wieś w Polsce, położona w województwie warmińsko-mazurskim, w powiecie działdowskim, w gminie Rybno. Położona nad Jeziorem Hartowieckim. W lesie nieopodal znajdują się ośrodki wypoczynkowe.
Na przełomie XVI i XVII wieku należał do dóbr stołowych biskupów chełmińskich.
W latach 1954–1959 wieś należała i była siedzibą władz gromady Hartowiec, po jej zniesieniu w gromadzie Rybno. W latach 1975–1998 miejscowość administracyjnie należała do województwa ciechanowskiego.
W miejscowości jest przystanek kolejowy Hartowiec.